# Allan Mindel
Allan Mindel est un réalisateur américain du film Milwaukee, Minnesota en 2003.

## Filmographie

### Production
- 1997 : Julian Po
- 1996 : Pie in the Sky
- 1996 : Pluie de roses sur Manhattan (Bed of Roses)
- 1993 : Une pause, quatre soupirs (Bodies, Rest & Motion)
- 1991 : My Own Private Idaho

### Réalisation
- 2003 : Milwaukee, Minnesota